# East Prairie River
Der East Prairie River  ist ein etwa 205 km langer rechter Nebenfluss des South Heart River in der kanadischen Provinz Alberta.

## Flusslauf
Der East Prairie River entspringt in den Swan Hills. Das Quellgebiet befindet sich in der Goose Mountain Ecological Reserve auf einer Höhe von etwa 1150 m. Der East Prairie River fließt in überwiegend nordnordwestlicher Richtung. Am Mittellauf befindet sich das Areal der East Prairie Metis Settlement, einer indigenen Gemeinschaft der Métis. Auf diesem Flussabschnitt bildet der East Prairie River zahlreiche Flussschlingen und Altarme aus. Westlich der Siedlung Enilda sowie 9 km östlich von High Prairie, etwa 20 km oberhalb der Mündung, kreuzt der Alberta Highway 2 den Flusslauf. Der East Prairie River erreicht schließlich 15 km nordwestlich vom westlichen Ende des Kleinen Sklavensees den South Heart River. Der East Praire River ist unterhalb des Highway 2 kanalisiert. Das Mündungsgebiet befindet sich in einem sumpfigen Gelände.

## Hydrologie
Am Pegel 07BF001, am Alberta Highway 2 bei Flusskilometer 21 gelegen, beträgt der mittlere Abfluss (MQ) 7,4 m³/s. Der höchste monatliche mittlere Abfluss tritt im Mai auf und liegt bei 22,7 m³/s.